# Taxithelium schweinfurthii
Taxithelium schweinfurthii là một loài rêu trong họ Sematophyllaceae. Loài này được (Müll. Hal.) A. Jaeger mô tả khoa học đầu tiên năm 1878.